# Inkwil
Inkwil est une commune suisse du canton de Berne, située dans l'arrondissement administratif de Haute-Argovie.

## Géographie
La commune compte sur son territoire un petit lac homonyme sur lequel se trouve un site palafittique préhistorique.